# شو آبه
شو آبه (انگلیسی: Shu Abe؛ زادهٔ ۷ ژوئن ۱۹۸۴) فوتبالیست اهل ژاپن است.
از باشگاه‌هایی که در آن بازی کرده‌است می‌توان به آویسپا فوکوئوکا و کاشیوا ریسول اشاره کرد.